# Contea di Huishui
La contea di Huishui (惠水县S, HuìshuǐP) è una contea della Cina, situata nella provincia del Guizhou e amministrata dalla prefettura autonoma buyei e miao di Qiannan.